# Rog Island
Rog Island (englisch; bulgarisch остров Рог ostrow Rog, deutsch ‚Horninsel‘) ist eine teilweise vereiste, in west-östlicher Ausrichtung 557 m lange und 208 m breite Insel in der Gruppe der Dannebrog-Inseln im Wilhelm-Archipel vor der Graham-Küste des Grahamlands auf der Antarktischen Halbinsel. Sie liegt 1,47 km nördlich des westlichen Ausläufers der Booth-Insel, 653 m östlich von Revolver Island und 461 m südlich der Rollet-Insel.
Britische Wissenschaftler kartierten sie 2001. Die bulgarische Kommission für Antarktische Geographische Namen benannte sie 2020 deskriptiv, da ihre Form entfernt an ein Horn erinnert.